# Raimond Berengar III av Barcelona
Raimond Berengar III, den store, född 1082, död 1131, var greve av Barcelona, Girona och Osona från år 1082 (först samregerande med farbrodern Berengar Raimond II) och själv från 1097. Han var även greve av Besalú från 1111, Cerdanya från 1117, och Provence från 1112, samtliga till sin död i Barcelona. Som Raimond Berenguar I, var han greve av Provence från 1112 efter sitt giftermål med Douce I av Provence.

## Biografi
Raimond Berengar III föddes i Rodez, hans far var Raimond Berengar II. Han efterträdde sin far efter dennes död för att samregera med farbrodern Berengar Raimond II. Efter att ha tvingat farbrodern i exil var han ensam härskare från år 1097.
Under hans regeringstid utvidgades de katalanska intressena på båda sidor av Pyrenéerna genom giftermål, arv eller som förläningar inkorporerade han nästan samtliga katalanska grevskap, utom Urgell och Peralada. Han ärvde grevskapen Besalú (år 1111) och Cerdanya (år 1117) och däremellan gifte han sig med arvtagerskan till Provenc, Douce I.
Hans domäner sträckte sig österut ända till Nice.
Under en allians med greven av Urgell erövrade Raimond Berengar III Barbastro och Balaguer. År 1118 erövrade och återuppbyggde han Tarragona, vilket han gjorde till metropolitiskt biskopssäte för kyrkan i Katalonien. Tidigare hade Katalonien kyrkligt lytt under ärkebiskopen i Narbonne. 
Han etablerade samarbeten med de marina italienska republikerna Pisa och Genua och tillsammans med Pisa attackerade han Mallorca och Ibiza. Dessa var då under muslimskt styre och flera kristna slavar kunde befrias. Öarna blev därefter lydriken till Barcelona. Med bland annat Pisas hjälp genomförde han även räder mot det muslimska fastlandet på iberiska halvön, bland annat mot Valencia, Lleida och Tortosa.
Mot slutet av sitt liv blev Raimond Berengar III tempelriddare. Han efterlämnade fem katalanska grevskap till äldste sonen Berengar Raimond II och Provence till den yngre sonen Berengar Raimond I, båda från hans treje äktenskap.

## Giftermål och avkommor
- Första hustrun , María Rodríguez de Vivar, näst äldsta dottern till Cid, död cirka 1105, med vilken han fick barnen: 
  - María, gift Bernat III, greve av Besalú, död 1111
  - Jimena, även känd som Eixemena, gift med Roger III, greve av Foix

- Andra hustrun, Almodis, med vilken han var barnlös

- Tredje hustrun, Douce arvtagerska till Provence, död cirka 1127, med vilken han fick barnen:
  - Almodis, gift med Pons de Cervera
  - Berenguela, gift med Alfons VII av Castile
  - Raimond Berengar
  - Berengar Raimond I, greve av Provence
  - Bernard, dog ung